# Arcada (Braga)
A Arcada ou “Largo da Arcada”, localiza-se na Praça da República de Braga, na freguesia de São José de São Lázaro, no centro histórico da cidade de Braga, em Portugal.

## História
Junto do Castelo de Braga funcionava a Alfândega, nos chamados Alpendres que ficavam no início da Rua do Souto, mandada construir durante o arquiepiscopado de D. Frei Agostinho de Jesus, arcebispo entre 1588 e 1609, para acomodar os mercadores e supervisionar os pesos e medidas utilizados:
«Pera melhor proveitamento da cidade mandou fazer no Castello a alfandega com apossentos, & separação bastante pera que os mercadores de fora podessem agazalharsse aly, & suas fazendas , sem pagarem outros direitos maes que o alluguer dos pezos, & medidas [...]»
Estes correspondiam a uma área de arcadas adjacentes ao Castelo de Braga que eram polo comercial e social que ligava a cidade aos campos à sua volta. Em 1715, D. Rodrigo de Moura Teles expande-os para uma nova versão visível ainda no frontispício do Mapa das Ruas de Braga de 1750, composta por catorze arcos monumentais e clássicos.

Arcada, Braga

A versão atual do séc. XX é constituída por oito arcos em cada uma das laterais e três na parte central, num total de 19 arcos.
Frente à arcada passava uma linha de carris que teve uma linha com um vapor, mais tarde eletrificado. Presente na praça estava um chafariz antigo, hoje devolvido ao Mosteiro de Tibães e substituído por um modelo moderno. 

## A "Praça da Arcada"

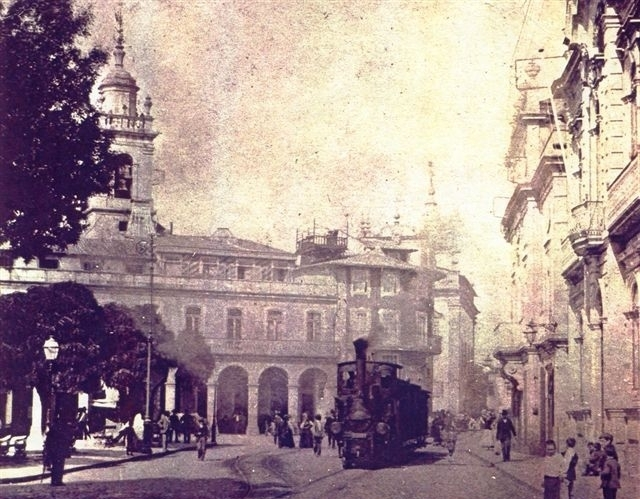
Um comboio urbano a vapor passando na praça da Arcada no fim du séc. XIX ou ao início do século XX.

Na grande maioria das cidades portuguesas a zona mais nobre ou central da cidade localiza-se na “baixa”. Não é o caso de Braga. Em Braga, é na Arcada que todas as manhãs, os habitantes mais velhos e experientes, se reúnem para conviver e comentar as notícias da atualidade. 
Ao longo dos anos, a praça onde se instala a Arcada viu o seu nome variar inúmeras vezes. Chamou-se Largo da Lapa de 1761 até 1904 (desconhece-se o nome anterior), Largo Hintze Ribeiro de 1904 até 1910, e daí em diante Praça da República. E apesar de ser o nome que mantém até hoje, o local é incontornavelmente mais conhecido como Arcada.

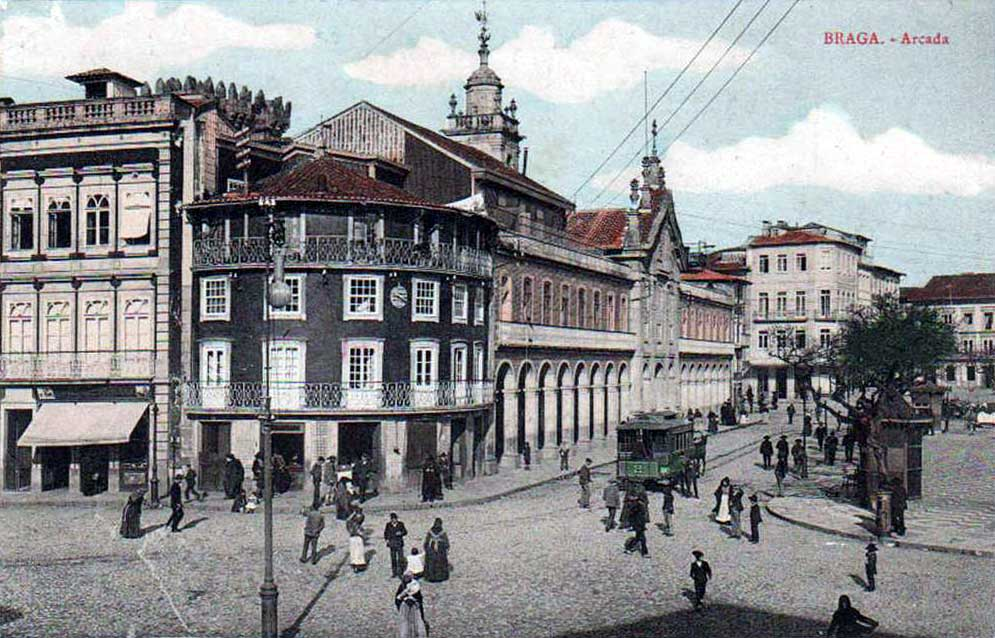
A praça da Arcada em 1914.

Debaixo da arcada estão localizados vários estabelecimentos, entre os quais o Café Vianna.